# L’Érable
L'Érable – regionalna gmina hrabstwa (MRC) w regionie administracyjnym Centre-du-Québec prowincji Quebec, w Kanadzie. Stolicą jest miasto Plessisville. Składa się z 11 gmin: 2 miast, 6 gmin i 3 parafii.
L'Érable ma 23 366 mieszkańców. Język francuski jest językiem ojczystym dla 98,6%, angielski dla 0,7% mieszkańców (2011).